# Finrod
Finrod, appelé Finrod Felagund ou Finrod le Loyal, est un personnage des romans de l'écrivain britannique J. R. R. Tolkien, apparaissant notamment dans Le Silmarillion. C'est un Elfe, fils aîné de Finarfin.

## Histoire
Finrod le Loyal était le fils aîné de Finarfin, lui-même Prince des Noldor. Comme tous les enfants de Finarfin, il aimait ses cousins de la branche de Fingolfin comme ses propres frères. Durant les années de la Grande Prospérité, il tomba amoureux de Amarië des Vanyar, mais elle ne le suivit pas dans l'Exil. Il lui resta fidèle en pensée et en chair jusqu'à sa mort. Ainsi, lorsque Fëanor prononça son discours devant les Noldor de Tuna, les exhortant à quitter Valinor, il ne se retrouva que peu, à l'instar de son père, dans les paroles si violentes de leur oncle. Ce n'est donc que peu convaincu qu'il suivit la grande majorité des Noldor dans leur marche hors du continent dans la suite des gens de la Maison de Finarfin.
Comme tous les gens de Finarfin, il ne participa pas au massacre d'Alqualondë, où les gens de Fëanor tuèrent leurs cousins Teleri. Lors de la Malédiction de Mandos, tandis que son père rebroussait chemin, allant chercher le Pardon de Manwë, lui, comme les fils de Finarfin, continua la marche, comme son frère Orodreth, pour surveiller les fils de Fëanor et amener la raison comme parole dans les rangs des Noldor. Lorsque Fëanor, arrivé en Terre du Milieu, brûle les vaisseaux, il passe l'Helcaraxë.
Il rejoignit avec ses gens le lac Mithrim, et accepte la réconciliation entre les deux maisons prononcée par Fingon. Vingt ans plus tard il participa à la Fête de la Réunion, Mereth Aderthad.
Lorsque, plus tard, Finrod avec sa sœur Galadriel, fut l'hôte de Thingol à Menegroth, il fut émerveillé des merveilles de la Capitale de Doriath, et il souhaita posséder un jour une citadelle aussi glorieuse et majestueuse.
Alors Finrod alla habiter à Nargothrond avec sa longue suite, et les Naugrim (Nains) l'appelèrent Felagund, Celui qui creuse les Cavernes.
Le siège d'Angband était alors établi, et au milieu de la passe du Sirion, entre Dorthonion et les Montagnes de l'Ombre, Finrod édifia une tour de garde sur Tol Sirion. Il l'appela Minas Tirith, et quand il alla habiter Nargothrond, il en confia la garde à son frère Orodreth.
Le royaume de Nargothrond allait aussi à l'ouest du Narog jusqu'au fleuve Nenning qui se jette dans la mer à Eglarest, et Finrod devint le suzerain de tous les Elfes de Beleriand depuis la mer jusqu'au Sirion, sauf ceux de Falas. C'est là que vivaient les Sindar qui aimaient encore parcourir l'océan, et leur prince Círdan, le constructeur de navires. Finrod et Círdan étaient des amis et des alliés, et les ports de Brithombar et d'Eglarest furent reconstruits grâce à l'aide des Noldor. Leurs grands murs cachaient de belles cités et des ports avec des quais et des jetées de pierre. Sur le cap qui prolongeait Eglarest vers l'ouest, Finrod édifia la tour de Barad Nimras pour surveiller les mers occidentales, mais l'avenir prouva son inutilité, car jamais Morgoth n'essaya de construire des navires ni de porter la guerre sur l'océan.
Pendant les années de paix relative gagnées par le siège d'Angband, il alla souvent à Ossiriand, car il aimait énormément voyager, et il gagna l'amitié des Elfes Verts.
Un jour qu'il était à Menegroth, Thingol, apprenant l'histoire de l'Exil, se fendit de colère contre lui. Mais alors son frère Angrod, dont le cœur brûlait de ressentiment envers les fils de Fëanor, raconta à quel point les fils de Finarfin avaient été manipulés par Fëanor.
Alors Thingol leur dit qu'il ne leur fermerait pas sa porte, car il comprenait comment ils avaient été bernés. Mais à partir de ce moment, Thingol interdit que l'on parlât la Langue des Noldor à Doriath, et depuis ce jour, on appelle le quenya la « Langue Interdite ».
À la bataille de la Flamme subite (Dagor Bragollach), à la fin du Siège d'Angband, Felagund serait tombé si ce n'était grâce au brave Barahir qui vint lui frayer un chemin, perdant par-là nombre de ses guerriers. Plus tard, lorsque Beren vint demander son aide, alors que les fils de Fëanor avaient trouvé refuge à Nargothrond, il prit la défense du fils de Barahir. Il le suivit et fut fait prisonnier par Sauron à Tol-in-Gaurhoth. Il affronta héroïquement Sauron avec des chants de puissance qui affaiblirent considérablement le Seigneur des Ténèbres. Mais, il ne put garder son avantage et fut tué et dévoré par les loups-garous. Il lui est cependant permis de ressusciter selon les derniers mots du Silmarillon le concernant: "Mais Finrod marche avec Finarfin, son père, sous les arbres d'Eldamar."

## Contribution à la philosophie de la Terre du Milieu
Finrod est un des deux protagonistes principaux de l'Athrabeth Finrod ah Andreth (le Discours de Finrod et d'Andreth), un document philosophique majeur sur les Edain, leur rôle dans leur Création, leur destin après la mort, etc., qui débouche sur le Conte d'Adanel, le seul récit existant de la Chute des Hommes. Ce dialogue a été publié dans Morgoth's Ring.

## Famille
|  |  | Finwë     | Finwë     | Finwë     | Finwë     | Finwë     | Finwë     |        |        | Indis    | Indis    | Indis     | Indis     | Indis     | Indis     |           |           | Olwë   | Olwë   | Olwë   | Olwë   | Olwë   | Olwë   |        |        |  |  |        |        |        |        |        |        |  |  |           |           |           |           |           |           |           |           |           |           |          |          |          |          |  |  |
|  |  | Finwë     | Finwë     | Finwë     | Finwë     | Finwë     | Finwë     |        |        | Indis    | Indis    | Indis     | Indis     | Indis     | Indis     |           |           | Olwë   | Olwë   | Olwë   | Olwë   | Olwë   | Olwë   |        |        |  |  |        |        |        |        |        |        |  |  |           |           |           |           |           |           |           |           |           |           |          |          |          |          |  |  |
|  |  |           |           |           |           |           |           |        |        |          |          |           |           |           |           |           |           |        |        |        |        |        |        |        |        |  |  |        |        |        |        |        |        |  |  |           |           |           |           |           |           |           |           |           |           |          |          |          |          |  |  |
|  |  |           |           |           |           |           |           |        |        |          |          |           |           |           |           |           |           |        |        |        |        |        |        |        |        |  |  |        |        |        |        |        |        |  |  |           |           |           |           |           |           |           |           |           |           |          |          |          |          |  |  |
|  |  | Fingolfin | Fingolfin | Fingolfin | Fingolfin | Fingolfin | Fingolfin |        |        | Finarfin | Finarfin | Finarfin  | Finarfin  | Finarfin  | Finarfin  |           |           | Eärwen | Eärwen | Eärwen | Eärwen | Eärwen | Eärwen |        |        |  |  |        |        |        |        |        |        |  |  |           |           |           |           |           |           |           |           |           |           |          |          |          |          |  |  |
|  |  | Fingolfin | Fingolfin | Fingolfin | Fingolfin | Fingolfin | Fingolfin |        |        | Finarfin | Finarfin | Finarfin  | Finarfin  | Finarfin  | Finarfin  |           |           | Eärwen | Eärwen | Eärwen | Eärwen | Eärwen | Eärwen |        |        |  |  |        |        |        |        |        |        |  |  |           |           |           |           |           |           |           |           |           |           |          |          |          |          |  |  |
|  |  |           |           |           |           |           |           |        |        |          |          |           |           |           |           |           |           |        |        |        |        |        |        |        |        |  |  |        |        |        |        |        |        |  |  |           |           |           |           |           |           |           |           |           |           |          |          |          |          |  |  |
|  |  |           |           |           |           |           |           |        |        |          |          |           |           |           |           |           |           |        |        |        |        |        |        |        |        |  |  |        |        |        |        |        |        |  |  |           |           |           |           |           |           |           |           |           |           |          |          |          |          |  |  |
|  |  |           |           | Finrod    | Finrod    | Finrod    | Finrod    | Finrod | Finrod |          |          | Orodreth  | Orodreth  | Orodreth  | Orodreth  | Orodreth  | Orodreth  |        |        | Angrod | Angrod | Angrod | Angrod | Angrod | Angrod |  |  | Aegnor | Aegnor | Aegnor | Aegnor | Aegnor | Aegnor |  |  | Galadriel | Galadriel | Galadriel | Galadriel | Galadriel | Galadriel |           |           | Celeborn  | Celeborn  | Celeborn | Celeborn | Celeborn | Celeborn |  |  |
|  |  |           |           | Finrod    | Finrod    | Finrod    | Finrod    | Finrod | Finrod |          |          | Orodreth  | Orodreth  | Orodreth  | Orodreth  | Orodreth  | Orodreth  |        |        | Angrod | Angrod | Angrod | Angrod | Angrod | Angrod |  |  | Aegnor | Aegnor | Aegnor | Aegnor | Aegnor | Aegnor |  |  | Galadriel | Galadriel | Galadriel | Galadriel | Galadriel | Galadriel |           |           | Celeborn  | Celeborn  | Celeborn | Celeborn | Celeborn | Celeborn |  |  |
|  |  |           |           |           |           |           |           |        |        |          |          |           |           |           |           |           |           |        |        |        |        |        |        |        |        |  |  |        |        |        |        |        |        |  |  |           |           |           |           |           |           |           |           |           |           |          |          |          |          |  |  |
|  |  |           |           |           |           |           |           |        |        |          |          | Finduilas | Finduilas | Finduilas | Finduilas | Finduilas | Finduilas |        |        |        |        |        |        |        |        |  |  |        |        |        |        |        |        |  |  |           |           |           |           | Celebrían | Celebrían | Celebrían | Celebrían | Celebrían | Celebrían |          |          |          |          |  |  |

## Noms
Finrod est un nom sindarin. En quenya son nom est « Findaráto ».

## Adaptations
En 2022, dans la série Le Seigneur des Anneaux : Les Anneaux de pouvoir, Finrod est interprété par l'acteur Will Fletcher.
Le personnage a également inspiré les dessinateurs, comme Ted Nasmith ou Anke Katrin Eissmann.